# NGC 6307
NGC 6307 је спирална галаксија у сазвежђу Змај која се налази на NGC листи објеката дубоког неба.
Деклинација објекта је + 60° 45' 2" а ректасцензија 17h 7m 40,4s. Привидна величина (магнитуда) објекта NGC 6307 износи 12,9 а фотографска магнитуда 13,8. NGC 6307 је још познат и под ознакама UGC 10727, MCG 10-24-99, CGCG 299-54, KCPG 504B, PGC 59655.